# Budino di latte allo zenzero
Il budino di latte allo zenzero, noto anche come cagliata di latte allo zenzero o semplicemente latte allo zenzero, è un dessert caldo cantonese originario dell'antica città di Shawan, nel distretto di Panyu, a Canton, nella provincia del Guangdong nel sud della Cina. Gli ingredienti principali sono zenzero, latte e zucchero. Nella ricetta originale viene utilizzato il latte di bufala.

## Il principio biochimico
La parte più importante dello zenzero nel budino di latte allo zenzero è la zingibaina, proteasi dello zenzero. Questa sostanza con un peso molecolare di 31 kDa si trova con tre forme di valori del punto isoelettrico intorno a 5,58, 5,40 e 5,22, rispettivamente. Le tre forme hanno un comportamento biochimico molto simile, dove l'attività proteolitica ottimale è 40–60 °C (104–140 °F) e l'attività coagulativa massima a 70 °C (158 °F). Tuttavia, la coagulazione diminuisce significativamente a temperature pari o superiori a 75 °C (167 °F).
Il latte è una sostanza costituita principalmente da globuli di grasso del latte e micelle di caseina in una fase continua di acqua, zucchero, proteine del siero di latte e minerali. Le micelle di caseina sono costituite principalmente da α(s1)-caseina, α(s2)-caseina, β-caseina e κ-caseina, dove α e β-caseina idrofobiche si trovano nella sottomicella interna e κ-caseina idrofila nella parte esterna.
Quando il latte inizia a cagliare, la cagliata è piccola, ma man mano che la coagulazione aumenta, la dimensione della cagliata aumenta fino a quando il latte assume una struttura simile al tofu. Quando avviene la cagliatura, la proteasi dello zenzero taglia la κ-caseina in modo che il terminale C idrofilo e il terminale N idrofobo si separino. Ciò interrompe la stabilità della micella di caseina. Nell'effetto idrofobo, la caseina idrofoba coagula.